# Amphorella (protista)
Amphorella es un género de foraminífero bentónico considerado homónimo posterior de Amphorella Lowe, 1852, y sinónimo posterior de Spiriamphorella de la subfamilia Spiriamphorellinae, de la familia Nubeculariidae, de la superfamilia Cornuspiroidea, del suborden Miliolina y del orden Miliolida. Su especie tipo era Amphorella bicamerata. Su rango cronoestratigráfico abarcaba el Triásico superior.

## Discusión
Clasificaciones más recientes incluirían Amphorella en la superfamilia Nubecularioidea.

## Clasificación
Amphorella incluye a las siguientes especies:
- Amphorella bicamerata †